# Берёзов, Владимир Антонович
Владимир Антонович Берёзов (29 сентября 1929 года, Векшняй, Мажейкский уезд, Литва — 16 марта 2016 года, Вильнюс, Литва) — советский партийный и литовский государственный деятель русского происхождения, второй секретарь ЦК Компартии Литвы (1988—1990), народный депутат СССР.

## Биография
Родился в многодетной семье Антона и Людмилы Берёзовых.
Учился в начальной школе имени Винцаса Кудирки в Каунасе. В 1950—1953 годах служил в Советской Армии. Член КПСС с 1952 года. В 1967 году окончил Вильнюсский педагогический университет. Затем — Вильнюсскую высшую партийную школу. С 1953 года на партийной работе в Молетае, Ширвинтосе и Игналине. В 1988—1990 годах — второй секретарь ЦК Компартии Литвы. В 1989 году избран народным депутатом СССР от Таурагского национально-территориального избирательного округа № 249 Литовской ССР.
C 1990 по 1992 год являлся депутатом Верховного Совета Литовской ССР/Литовской Республики. 11 марта 1990 года подписал акт восстановления независимости Литвы. С 1992 по 1997 год — советник президента Альгирдаса Бразаускаса.
С 1989 года был членом Демократической партии труда Литвы, а с 2001 года — Социал-демократической партии Литвы.
Похоронен на Антакальнисском кладбище.